# Cassandra Rios
Cassandra Rios, pseudônimo de Odette Pérez Ríos (São Paulo, 3 de outubro de 1932 — São Paulo, 8 de março de 2002), foi uma escritora brasileira. Escrevia ficção, mistério e principalmente sobre homossexualidade feminina e erotismo, sendo a primeira escritora a tratar do tema, quebrando um grande tabu nacional. Cassandra Rios acabou sendo perseguida e ameaçada pela ditadura militar, mas não parou jamais de escrever.

## Biografia
Odette Pérez Ríos nasceu e cresceu em uma família de classe média alta do bairro de Perdizes, na cidade de São Paulo, em 3 de outubro de 1932. Filha dos imigrantes espanhóis Graciano Fernández Ríos e Damiana Pérez Ríos, ambos naturais da vila da Gudiña, província de Ourense, na Galiza.
Em 1948, aos 16 anos, publicou seu primeiro livro: A Volúpia do Pecado, uma história de amor entre duas adolescentes, se tornando a primeira autora do país de romances eróticos voltados ao universo da homossexualidade feminina.
Na época, após ter sido rejeitado por todas as editoras de São Paulo, A Volúpia do Pecado foi publicado pela própria Odette com dinheiro emprestado por sua mãe. Sob o pseudônimo de Cassandra Rios, em homenagem a sacerdotisa grega que profetizou o episódio do "cavalo de Troia", o livro de estreia fez tanto sucesso que chegou a ser reeditado nove vezes em pouco mais de dez anos. Até que, em 1962, foi proibido e tirado de circulação por ofender os valores familiares.
"A sociedade rotula o homossexual como cachaça de macumba, não como uísque", brincou a escritora em 2001, pouco antes de morrer, ao lembrar da sua trajetória.
Durante sua carreira Cassandra escreveu mais de quarenta romances que lidam com o tema da homossexualidade.
Em 1986 foi convidada a se candidatar a deputada estadual pelo Partido Democrático Trabalhista (PDT) durante um programa de rádio em que entrevistava Adhemar de Barros. Aceitou e candidatou-se com o número 12169, porém não foi eleita.
Foi, ainda, o primeiro caso conhecido de uma escritora nacional a viver exclusivamente da venda de seus livros, nunca tendo exercido outra profissão.
Com os direitos autorais que recebia de seus livros, a escritora mantinha um padrão de vida elevado: Tinha seu próprio apartamento no Centro de São Paulo, uma casa em Interlagos, na Zona Sul de São Paulo, uma chácara em Embu das Artes e alguns carros, além de sua própria livraria.
"Escrevi A Santa Vaca de raiva", disse a autora quando questionada se o objetivo do título do livro, que conta as fantasias eróticas por trás de uma jovem considerada boa moça, era chocar. "De tanto me perseguirem, resolvi fazer pornografia, então fiz esse livro. Na introdução, está a minha intenção: Mostrar a força da mulher ao ser chamada de prostituta", contou Cassandra Rios em entrevistas. Este livro lhe concedeu a alcunha de "A escritora mais proibida do Brasil".
Porém, além de não se considerar pornográfica, Cassandra não conseguia entender por que o erotismo era algo a ser combatido pelos ditadores. "Pornografia é a intenção deliberada de chocar. É o sexo pelo sexo. Nos meus livros, o sexo só acontece em função do amor, para realizá-lo plenamente e sem preconceitos", esclareceu a escritora na entrevista à revista Realidade.
Nos anos 1990, a escritora ganhou um programa na Rádio Bandeirantes. Durante uma entrevista ao vivo com o ex-governador paulista Adhemar de Barros, Cassandra foi convidada pelo político a concorrer às eleições de 1986, eleições que marcaram o fim da ditadura. Ela aceitou o convite e se candidatou a deputada estadual por São Paulo pelo PDT, mas não foi eleita.

### Ditadura Militar
Ninguém foi mais perseguida pelos censores da ditadura militar brasileira do que Cassandra Rios, escritora recordista em vetos durante o regime, com 36 dos seus 50 livros publicados censurados durante a vida - fora algumas edições clandestinas.
Entre 1964 a 1985, anos da ditadura, outras três dezenas de livros da escritora foram proibidos. Ficou conhecida como a "escritora maldita", pela ditadura, devido aos conteúdos publicados, a sua sexualidade em uma época conservadora - a escritora era publicamente lésbica - e a sua popularidade com as classes ricas e pobres incomodaram muito os que estavam no poder.
Apesar da perseguição recorde durante a ditadura militar, com 36 obras censuradas, Cassandra Rios se tornou a primeira escritora brasileira a vender 1 milhão de exemplares, meta alcançada em 1970.
Mesmo censurada, Cassandra era persistente, continuava escrevendo. No final, a própria censura ajudou a transformá-la em um mito. Mais que um xingamento, a fama de escritora maldita se transformou em um rótulo lucrativo para as editoras. Foi uma das pioneiras na profissionalização do escritor no país.
Ainda que fosse um sucesso de vendas e de popularidade entre os anos 1950 a 1980, Cassandra foi perseguida e tirada de circulação com tanta ferocidade pelos militares que até hoje é difícil encontrar seus mais de 50 livros em livrarias e sebos.
Com a perseguição dos censores, Cassandra foi à falência em 1976, ano em que 14 obras da escritora foram censuradas em apenas seis meses. Ela perdeu quase tudo e teve de fechar a livraria temporariamente.
Para sobreviver, Cassandra passou a escrever artigos para revistas e jornais, e criou um pseudônimo: Oliver Rivers, para conseguir publicar livros e equilibrar as contas.
Com seu pseudônimo masculino, Odette conseguia passar pela censura e vender os livros, igualmente eróticos. Isso comprova que a perseguição era contra a pessoa Cassandra, e não só contra sua literatura. A escritora, enquanto assinava seu pseudônimo feminino, Cassandra, foi levada com frequência pelo DOPS para depor, a cada vez que um livro seu era publicado, onde a maioria deles foram queimados. Aqueles que conseguiam comprar as obras proibidas de Cassandra liam os livros com receio de serem descobertos. "Escondiam meus livros debaixo do colchão, meu nome virou palavrão!", contou a escritora em uma entrevista dada em 2001 à revista TPM.
A vida de Cassandra Rios se tornou ainda mais difícil a partir de 1968, com a promulgação do Ato Institucional número 5 (AI-5), que oficializou a censura no país.
O endurecimento da censura pelo AI-5 trouxe diversas consequências para Cassandra Rios - para além da falência. Em uma entrevista à revista Realidade, em março de 1970, a escritora revelou que a censura lhe causava abalo emocional e decepção.
Mesmo escrevendo, com o tempo a escritora passou a ter medo dos militares, se tornando muito reclusa. A perseguição da ditadura a deixou muito mais reservada.
Enraivecida com a censura de suas obras e com o rótulo de pornográfica - Cassandra não gostava desse estereótipo -, a escritora publicou A Santa Vaca, em 1978, uma espécie de resposta à perseguição e difamação causada pelos militares.

### Vida pessoal
Casou-se na igreja aos 18 anos, com seu melhor amigo gay. A união, contudo, era de fachada, pois ela queria sair de casa sem contar aos pais sobre sua sexualidade. Após ficar viúva, decidiu assumir publicamente sua homossexualidade para a família e os amigos, e passou a viver sozinha. Manteve relacionamentos estáveis com mulheres anônimas e famosas, mas não quis casar-se.
Em entrevistas, revelou: "Sou uma criatura simples, comum, cheia de problemas, tristezas e amarguras. A vida de escritora tem sido muito dura para mim.".

###### Falecimento
Cassandra Rios morreu aos 69 anos em decorrência de um câncer colorretal no Dia Internacional da Mulher, em 8 de março de 2002.

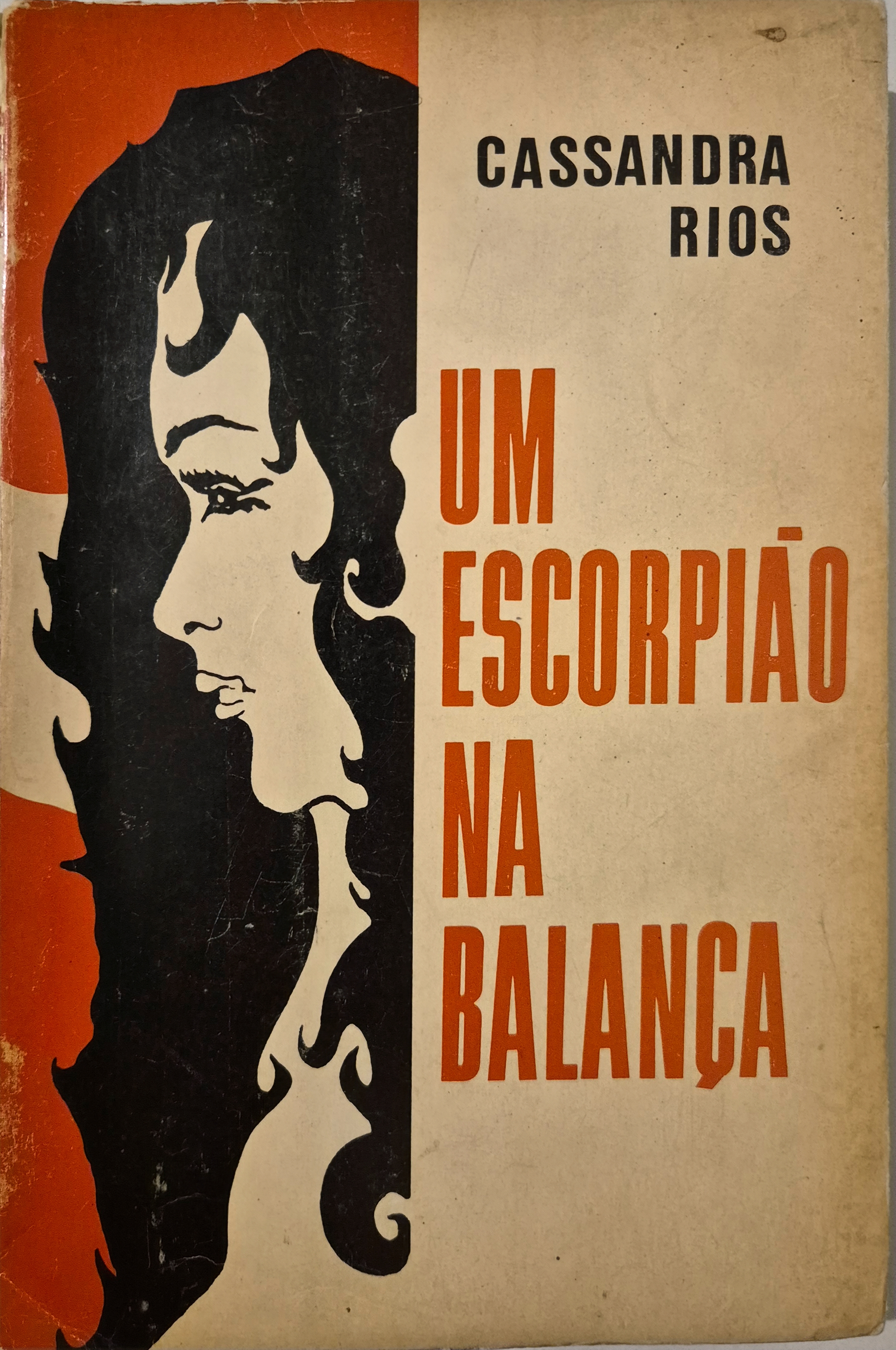
Capa do seu livro Um Escorpião Na Balança, de 1965.

### Estética e estilo narrativo
A obra de Cassandra Rios articula um coloquialismo do cotidiano com estrutura folhetinesca de aventuras românticas, o que impulsionou sua circulação comercial e, ao mesmo tempo, fixou-lhe um lugar marginal nos circuitos “oficiais” de legitimação crítica. Em termos de público, seus romances circularam por um “Brasil subterrâneo”, associado ao “prazer proscrito”, que lhe rendeu simultaneamente o rótulo de “escritora mais proibida” e alta vendagem. Boa parte dessa recepção se deu num mercado próximo ao pulp, em chave análoga aos romances de banca como Sabrina, Júlia e Bianca, o que moldou horizontes de leitura e expectativas de gênero narrativo.
O enquadramento como “pornografia” é debatido na crítica. A partir de Susan Sontag, abre-se espaço para reconhecer escritas “pornográficas” que, não obstante, requerem critérios estéticos revisados e podem configurar literatura “séria” — deslocando a discussão de uma redução moral para uma avaliação formal e de efeitos de linguagem. No plano discursivo, Dominique Maingueneau situa o pornográfico como discurso atópico (sem “lugar próprio”, clandestino), uma chave útil para entender o estatuto de Rios no campo literário; a noção pode ser aproximada das heterotopias foucaultianas, como “lugares-outro” onde pertencimento e desvio coexistem.

#### Forma e procedimentos: metamorfose, tática e folhetim
Do ponto de vista estético, a escrita de Rios funciona como um campo de batalha onde se constroem e se desconstroem identidades lésbicas, por meio de transformações linguísticas e diegéticas que suspendem essencialismos e multiplicam modos de existir. Em termos de efeito de linguagem, destacam-se a porno-poética e a dissolução de fronteiras identitárias. A crítica mobiliza ainda o contraste entre estratégias e táticas (Michel de Certeau): em vez de uma posição totalizante, a prosa opera taticamente, com gestos fragmentários e insinuantes que desestabilizam leituras fixas. O resultado aparece, inclusive, em deslizamentos diegéticos e “trocas de nome” que funcionam como sinais de metamorfose no plano narrativo. Essa plasticidade convive com elementos típicos do folhetim: capítulos curtos, ganchos e afetos melodramáticos, em registro coloquial que aproxima narradora e leitorado.

#### Voz narrativa, montagem e “truque de espelho”
Num contexto de censura e disputa pelo sentido público, a crítica aponta que Rios maneja um truque de espelho: alterna posições enunciativas (entre vozes que parecem acatar o olhar normativo e outras que o subvertem), de modo a iludir o controle e ainda assim fazer circular contranarrativas sobre sexualidade e vida urbana. Esse procedimento amplia a agência da escrita na (re)apresentação de vidas e subjetividades gays e lésbicas, contra a heteronormatividade dominante.

#### Temas e arquitetura dos primeiros romances
Nos romances de estreia, a construção formal amarra enredo e dispositivo. Em A Volúpia do Pecado (1948), a narrativa acompanha duas adolescentes e mapeia técnicas de poder que normatizam sexualidade e corpo (família, medicalização), em registro que faz da ficção um laboratório de enunciação e conflito. A chave histórica da recepção (imprensa, censura, persona autoral) ajuda a entender a oscilação entre moralização e transgressão que estrutura a forma de dramatização do desejo.

#### Narrativas trans e experimentos de focalização
Em Georgette (1956), Rios centra uma mulher trans num romance de formação, com oscilação da voz entre marcas de masculino e feminino que expõem tanto a reconfiguração subjetiva da personagem quanto as hesitações da própria narração — um experimento de focalização que torna visível o conflito entre gramáticas de gênero. Já em Uma mulher diferente (1965), a protagonista aparece mais segura do próprio gênero, recusa cirurgias imperfeitas e exige tratamento pronominal coerente; a narrativa registra também o reconhecimento social progressivo em torno de seu nome e gênero, o que confirma a centralidade do uso da linguagem na construção do corpo narrativo. Essas escolhas dialogam com leituras recentes que veem em Rios a primeira a tornar imaginável, pela ficção, o respeito a nome e gênero de personagens trans na língua portuguesa, ainda que por vezes reproduzindo ambivalências do pensamento hegemônico da época.
Do ponto de vista da materialidade textual, estudos sobre reedições evidenciam marcações editoriais (aspas, itálicos) que salientam a coloquialidade e deslocam as variações de gênero no trato da protagonista, sinalizando como a forma gráfica participa do efeito de leitura.

#### Síntese estética
No conjunto, a literatura de Rios combina motores populares (folhetim, pulp, coloquialismo) a operações formais (metamorfoses diegéticas, voz oscilante, táticas de enunciação) para contestar normas de gênero e sexualidade e produzir corpos legíveis no texto — ao mesmo tempo em que explora, criticamente, a clandestinidade e os mercados que a acolheram.

## Obras

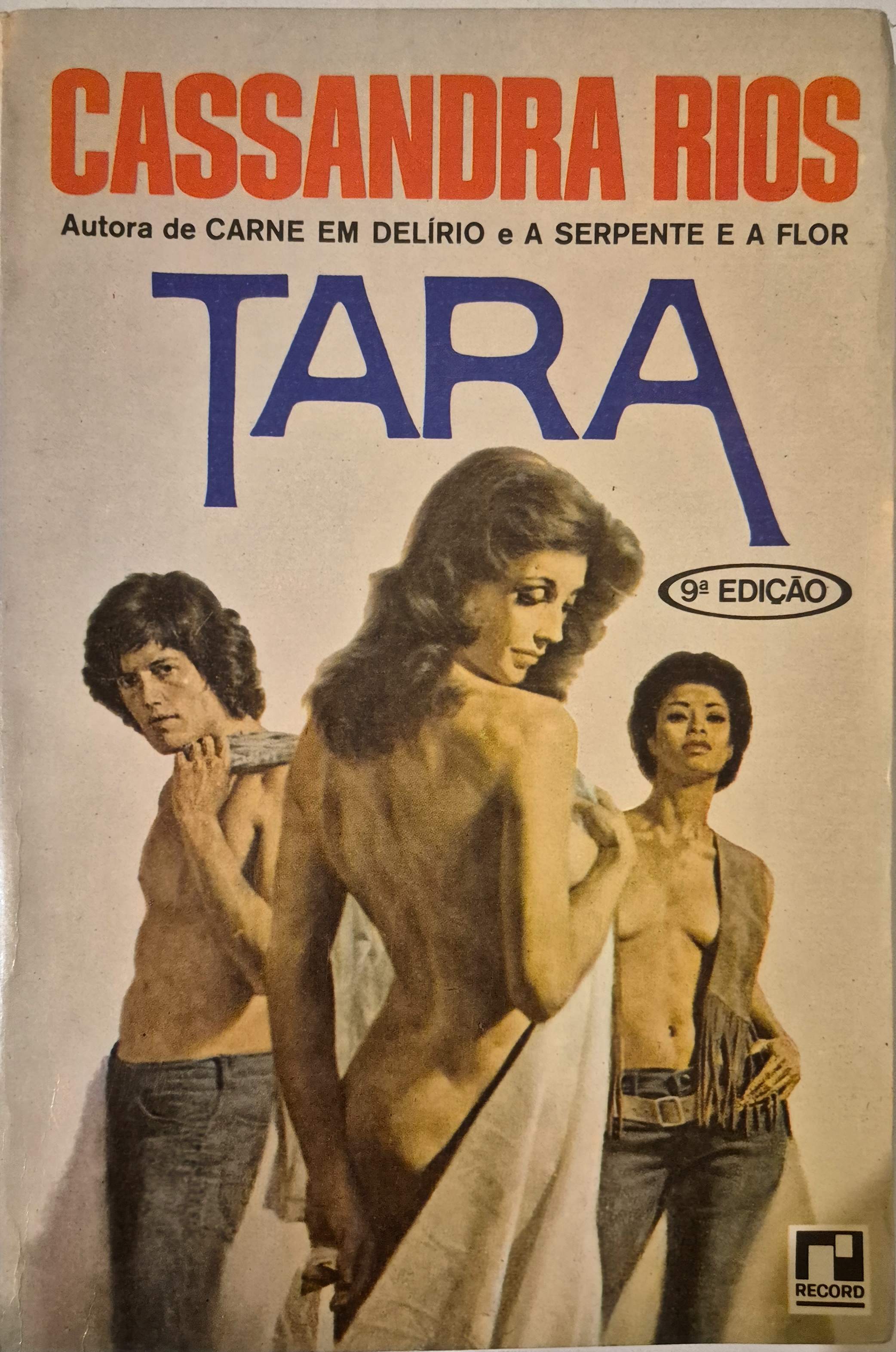
Capa do livro Tara de 1961, de Cassandra Rios.

Romances
- Capa do livro Tara de 1961, de Cassandra Rios.1948 - Volúpia do Pecado

### Resumos das obras (por ordem cronológica)
1948 - Volúpia do Pecado
Romance de estreia centrado em duas adolescentes (Irez e Lyeth) cuja descoberta afetivo-sexual confronta normas familiares, médico-morais e religiosas da década de 1940; o enredo funciona como mapeamento de técnicas de poder que produzem “normal/anormal” e regulam corpos e desejos, antecipando temas que Rios desenvolverá ao longo da carreira.
1948 - Carne em delírio

Acompanha uma jovem em conflito com expectativas patriarcais, articulando erotismo e psicologia íntima em chave folhetinesca; o texto enfatiza tensão entre disciplina do corpo e agência feminina, e foi objeto de exame crítico sobre desejo, culpa e “moral” na recepção.
1949 - Eudemônia
Entre os primeiros romances de Rios a tematizar relações entre mulheres no pós-guerra, a obra ganhou notoriedade pelos processos censórios que a cercaram (foram registrados 16 processos), tornando-se peça-chave para compreender a vigilância moral sobre a literatura erótica feminina; há divergência na data de publicação em estudos secundários.
1951 - O gamo e a gazela
A obra O gamo e a gazela apresenta uma mulher escritora e radialista que se envolve com uma mulher casada. Romance com motivos de caça e desejo que contrasta instinto e norma social, explorando a gramática melodramática cara ao folhetim. [carece de fontes?]
1952 - O bruxo espanhol
Narrativa erótica com ambientação internacional que articula exotismo, poder e sexualidade; frequentemente citada nos levantamentos de censura e recepção da autora. [carece de fontes?]
1952 - A lua escondida
Enredo de formação afetiva em cenário urbano, com focalização próxima e ênfase em diálogos coloquiais, recurso recorrente na fase inicial da autora. [carece de fontes?]
1952 - A sarjeta
Romance de marginalidade urbana que cruza erotismo e crítica social, aproximando Rios de matrizes pulp e de circulação popular. [carece de fontes?]
1952 - A paranoica
Explora delírio, ciúme e desejo em registro intensamente corporal; a obra é citada em pareceres censórios pela “minúcia de descrições sexuais”, o que a tornou alvo do controle moral.
1954 - Minha metempsicose
Narrativa de transmigração da alma com contornos eróticos, articulando misticismo, destino e desejo. [carece de fontes?]
1956 - As vedettes
Ficcionaliza bastidores de espetáculo e indústria cultural, destacando performatividade de gênero e a “imagem” como dispositivo de poder sobre os corpos. [carece de fontes?]
1956 - A madrasta - Copacabana posto 6
Romance em que Laura, adolescente, apaixona-se pela madrasta (namorada francesa do pai), em enredo que combina erotismo, tabu familiar e desfecho trágico, frequentemente lido como crítica à moralidade patriarcal dos anos 1960–70.
1956 - Georgette
Reconhecido como pioneiro ao centrar uma mulher trans num romance de formação: a oscilação pronominal e a tomada de consciência da personagem tornam-se parte do próprio experimento narrativo, antecipando debates sobre linguagem, reconhecimento e gênero na ficção brasileira.
1961 - Tara

Ambientado na fictícia Ilha dos Corais, articula sexualidade, classe e raça em torno de uma protagonista manipuladora, explorando desejo, poder e moralidade em chave de melodrama erótico; obra frequentemente citada pela crítica contemporânea ao discutir branquitude e gênero. [carece de fontes?]
1962 - A borboleta branca
Figura metamorfose e libertação em trajetória feminina marcada por vigilância moral; a metáfora da borboleta condensa passagem entre culpa e agência. [carece de fontes?]
1962 - Muros altos
Romance sobre clausura social e afetiva, em que a linguagem dos espaços (casa, escola, hospital) opera como dispositivo de controle dos corpos. [carece de fontes?]
1962 - A noite tem mais luzes
Explora desejo lésbico e visibilidade em cenário urbano noturno, tensionando culpa e prazer; foi objeto de estudo específico sobre a representação do desejo lésbico no romance.
1963 - A breve história de Fábia
Novela de formação afetiva que tematiza descoberta do desejo e narratividade do corpo, em tom confessional. [carece de fontes?]
1965 - Uma mulher diferente
Policial ambientado em São Paulo, com protagonista trans segura de si (Ana Maria), que recusa cirurgias então disponíveis e exige respeito a nome e gênero; o romance mostra também o reconhecimento social progressivo pela comunidade ao redor da personagem.
1965 - Macária
Narrativa de sedução e poder feminino que confronta a moralidade dominante por meio de cenas eróticas e dilemas de classe. [carece de fontes?]
1965 - Tessa, a gata
Romance sobre desejo e independência feminina, com subtexto de performance e “papéis” de gênero em meio à vida urbana. [carece de fontes?]
1965 - A serpente e a flor
Renata foge de casamento arranjado e, isolada numa casa de praia, vive experiências de sedução, paranoia e autoconhecimento; o texto mescla erotismo e mistério em registro psicológico.[carece de fontes?]
1965 - Um escorpião na balança

História de paixão obsessiva e desequilíbrio afetivo, tensionando liberdade, vício e identidade — uma das tramas mais marcadas pela “alta voltagem” emocional típica da autora.[carece de fontes?]
1965 - Veneno

Sátira amarga do mercado editorial e da hipocrisia moral, acompanhando escritor que atravessa amores e desilusões; o livro é citado na fortuna crítica pela reflexão metanarrativa sobre censura e consumo.
1971 - Canção das ninfas
Prossegue o investimento em erotismo poético e figurações míticas do feminino, com ênfase em imagens de canto, água e sedução. [carece de fontes?]
1971 - As mulheres do cabelo de metal
Rearticula performatividade e espetáculo (vedetes, show, mídia), tematizando a “imagem” como tecnologia de desejo e dominação. [carece de fontes?]
1971 - Mutreta
Intriga urbana que combina erotismo e crítica de costumes, aproximando-se do romance policial popular. [carece de fontes?]
1973 - Nicoleta Ninfeta
Narrativa centrada em juventude, desejo e poder adulto, com marcação deliberada do escândalo como recurso de crítica moral. [carece de fontes?]
1975 - Marcella
Variação melodramática sobre desejo lésbico e classe, com ênfase na autoafirmação de sua protagonista. [carece de fontes?]
1975 - As Traças
Romance frequentemente mobilizado pela crítica para discutir a “porno-poética” de Rios e a dissolução de fronteiras identitárias no texto, com circulação intensa em mercados populares.
1977 - Anastácia
Melodrama erótico que explora obsessão amorosa, culpa e redenção. [carece de fontes?]
1978 - Uma aventura dentro da noite
Suspense erótico ambientado na noite paulistana, com foco em risco, desejo e transgressão. [carece de fontes?]
1978/1979 - A santa vaca
Sátira de costumes com humor ácido e crítica ao moralismo, em torno de figuras públicas e privadas. [carece de fontes?]
1978/1979 - Patuá
Romance com elementos de misticismo popular e sexualidade, cruzando religião, corpo e sorte. [carece de fontes?]
1978/1979 - Maria Padilha
Releitura ficcional de figura mítica/umbandista associada à sexualidade e independência, em chave erótico-mística. [carece de fontes?]
1979 - O gigolô (como Oliver Rivers)
Narrativa do submundo urbano com foco em exploração sexual, violência simbólica e economia do desejo. [carece de fontes?]
1979 - Prazer de pecar
Variações sobre culpa e volúpia, tema recorrente da autora, com forte tonalidade confessional. [carece de fontes?]
1980 - Marcellina
Romance de paixão e autoafirmação feminina que retoma motivos melodramáticos em registro mais sombrio. [carece de fontes?]
1981 - Eu sou uma lésbica

Protagonizada por Flávia, acompanha memórias afetivo-sexuais e a naturalização de sua identidade, situando desejo lésbico como experiência legítima e não patológica; leitura central para compreender o projeto literário de Rios no fim dos anos 1970–80.
1997 - Entre o reino de Deus e o reino do Diabo
Obra de maturidade em que a autora cruza erotismo, religiosidade e crítica ao moralismo, repassando temas caros de sua trajetória.[carece de fontes?]

#### Autobiografias
1977 - Censura — minha luta, meu amor
Memórias da autora no confronto com o aparato censório e o mercado editorial, documentando processos, apreensões e bastidores da circulação de seus livros.
2000 - MezzAmaro — flores e cassis
Relato memorialístico que revisita carreira, persona pública e polêmicas na imprensa, além de depoimentos sobre a recepção e o ofício de escrever.

#### Póstumos
2005 - Crime de honra
Romance póstumo que retoma crítica à moral sexual e à violência de gênero, aproximando desejo, culpa e punição. [carece de fontes?]
Livros sem data de publicação
- A piranha sagrada;
- O pantanal da vida;
- Carla Naja;
- Cabeleiras ao vento;
- Os cabelos de Nereide Sargitarius;
- Mala Raça;
- Antídoto;
- A hóstia do diabo';
- O office-boy;
- A casa das almas;
- Fria;
- Mulher de rua;
- Na tela das pálpebras dos meus olhos;
- Brasil no meu bolso;
- Orgástica;
- Motéis, hotéis e bibocas;
- Telefona para mim;
- Último desejo;
- A profecia de Pavlova';
- Mãe de santo;
- O livro negro de Bonifácia;
- Gatas da noite;
- Marieta;
- Valéria, a freira nua;
- Mônica, a Insaciável (como Oliver Rivers);
- A raposa vermelha.

## Legado

### Memória
Em 2022, ano em que Cassandra Rios faria 90 anos, o Museu da Diversidade Sexual (MDS) organizou a Semana Cassandra Rios em memória à vida e à obra da autora. Foram organizadas diversas atividades, como visitas aos lugares em que a escritora passou, leitura de trechos das obras da autora, debate em parceria com o Arquivo Lésbico Brasileiro e a inauguração da exposição virtual De menina da pastinha a uma das maiores escritoras do Brasil: Cassandra Rios faz 90 anos, no Museu Bajubá. Essa exposição teve a curadoria da professora Kyara Vieira e foi premiada na 37ª edição do Prêmio Rodrigo Melo Franco de Andrade, do Instituto do Patrimônio Histórico e Artístico Nacional (IPHAN), em 2024.

### Documentário
Em 2013, estreou o documentário Cassandra Rios: a Safo de Perdizes, com direção de Hanna Korich. O filme traz depoimentos de pessoas que participaram da vida da autora de alguma forma, como a sobrinha Liz Rios, a atriz Nicole Puzzi, a escritora Lúcia Facco, o editor Maxim Behar, o presidente da Comissão de Direitos Humanos da OAB/SP, Dr. Martim Sampaio, entre outras personalidades. Nicole Puzzi estrelou em dois longas-metragens extraídos de livros de Cassandra, Ariella (1980) e Tessa, a Gata (1982).